# Jeux de mains
Pour le film de 2008, voir Jeux de mains (film, 2008).
Pour plus de détails, voir Fiche technique et Distribution.
Jeux de mains (Hands Across the Table) est un film américain réalisé par Mitchell Leisen, sorti en 1935.

## Synopsis
Élevée dans la pauvreté, la manucure d'hôtel Regi Allen veut épouser un mari riche. Son nouveau client, un client de l'hôtel en fauteuil roulant, Allen Macklyn, est immédiatement attiré par elle et devient son confident. Malgré sa richesse évidente, Regi ne le considère pas comme un mari potentiel et n'hésite pas à lui parler de son objectif dans la vie. En sortant de chez lui, elle rencontre dans le couloir un homme qui sautille comme s'il jouait à la marelle dans le couloir. Elle refuse son invitation à se joindre à lui. Il prend rendez-vous pour une manucure en tant que Theodore Drew III, descendant d'une illustre famille. Ignorant que les Drew ont fait en faillite pendant la Grande Dépression, elle accepte son invitation à dîner.

## Fiche technique
- Titre : Jeux de mains
- Titre original : Hands Across the Table
- Réalisation : Mitchell Leisen
- Scénario : Norman Krasna, Vincent Lawrence et Herbert Fields d'après l'histoire "Bracelets" de Viña Delmar
- Producteur : E. Lloyd Sheldon et Henry Herzbrun (producteur exécutif)
- Société de production et de distribution : Paramount Pictures
- Musique : Friedrich Hollaender, John Leipold et Heinz Roemheld (non crédités)
- Photographie : Ted Tetzlaff
- Direction artistique : Roland Anderson et Hans Dreier (non crédités)
- Costumes : Travis Banton
- Montage : William Shea
- Pays de production :  États-Unis
- Format : Noir et blanc - Son : Mono (Western Electric Noiseless Recording)
- Genre : Comédie romantique
- Durée : 80 minutes (1 h 20)
- Dates de sortie : 
  - États-Unis : 18 octobre 1935
  - France : 28 novembre 1935

## Distribution
- Carole Lombard : Regi Allen
- Fred MacMurray : Theodore Drew III
- Ralph Bellamy : Allen Macklyn
- Astrid Allwyn : Vivian Snowden
- Ruth Donnelly : Laura
- Marie Prevost : Nona

Acteurs non-crédités :
- Albert Conti : Maître-d'hôtel au Speakeasy
- Marcelle Corday : Celeste
- Edward Gargan : Pinky Kelly
- Fred Toones : Snowflake, le porteur de lampe UV